# Huldenberg

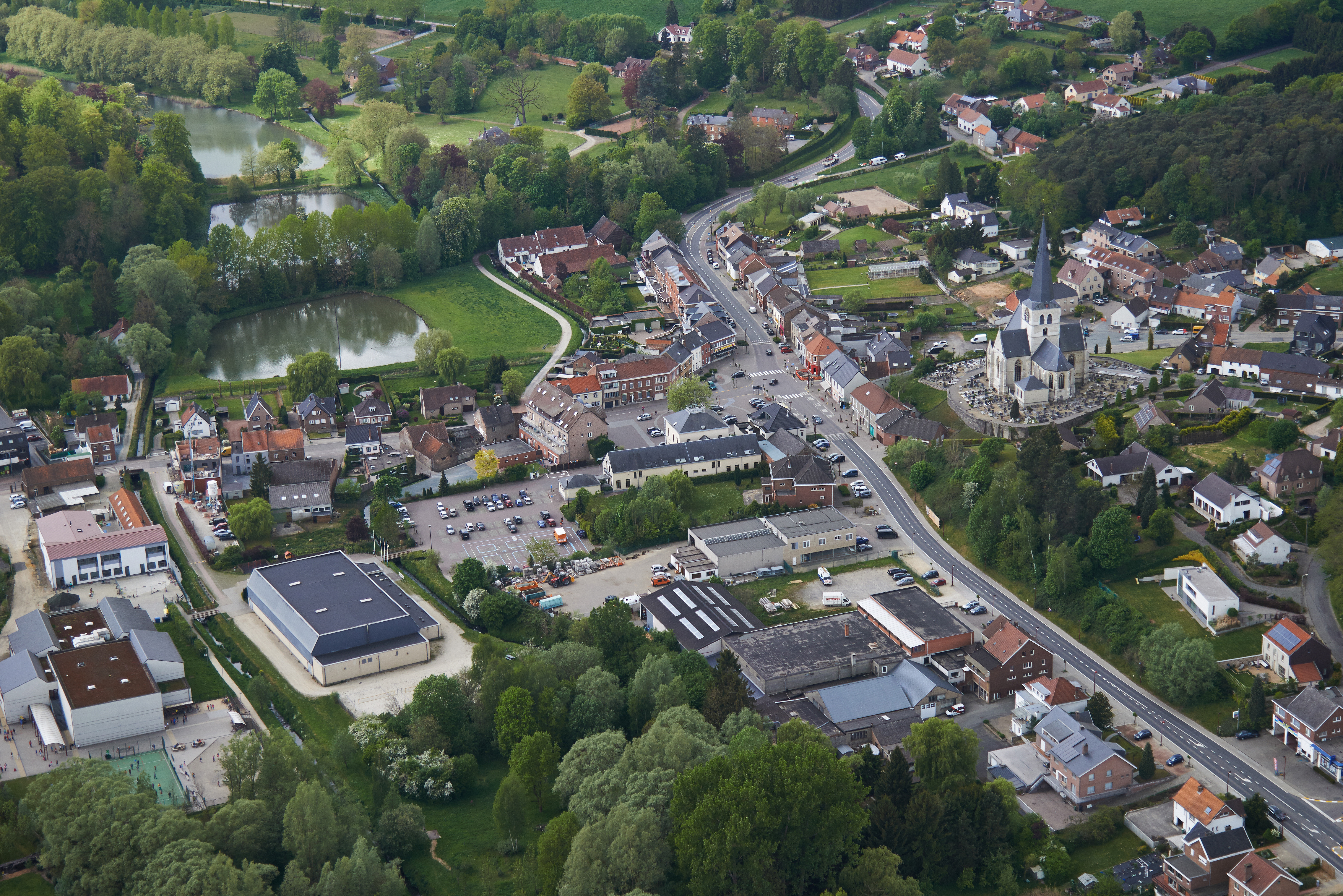
Centre d'Huldenberg.

Huldenberg est une commune néerlandophone de Belgique située en Région flamande dans la province du Brabant flamand. Depuis la fusion des communes, l'entité communale comprend les villages de Huldenberg, Loonbeek, Neerijse, Ottembourg (Ottenburg en néerlandais) et  Rhode-Sainte-Agathe (Sint-Agatha-Rode en néerlandais). La population est de plus de 10 000 habitants.

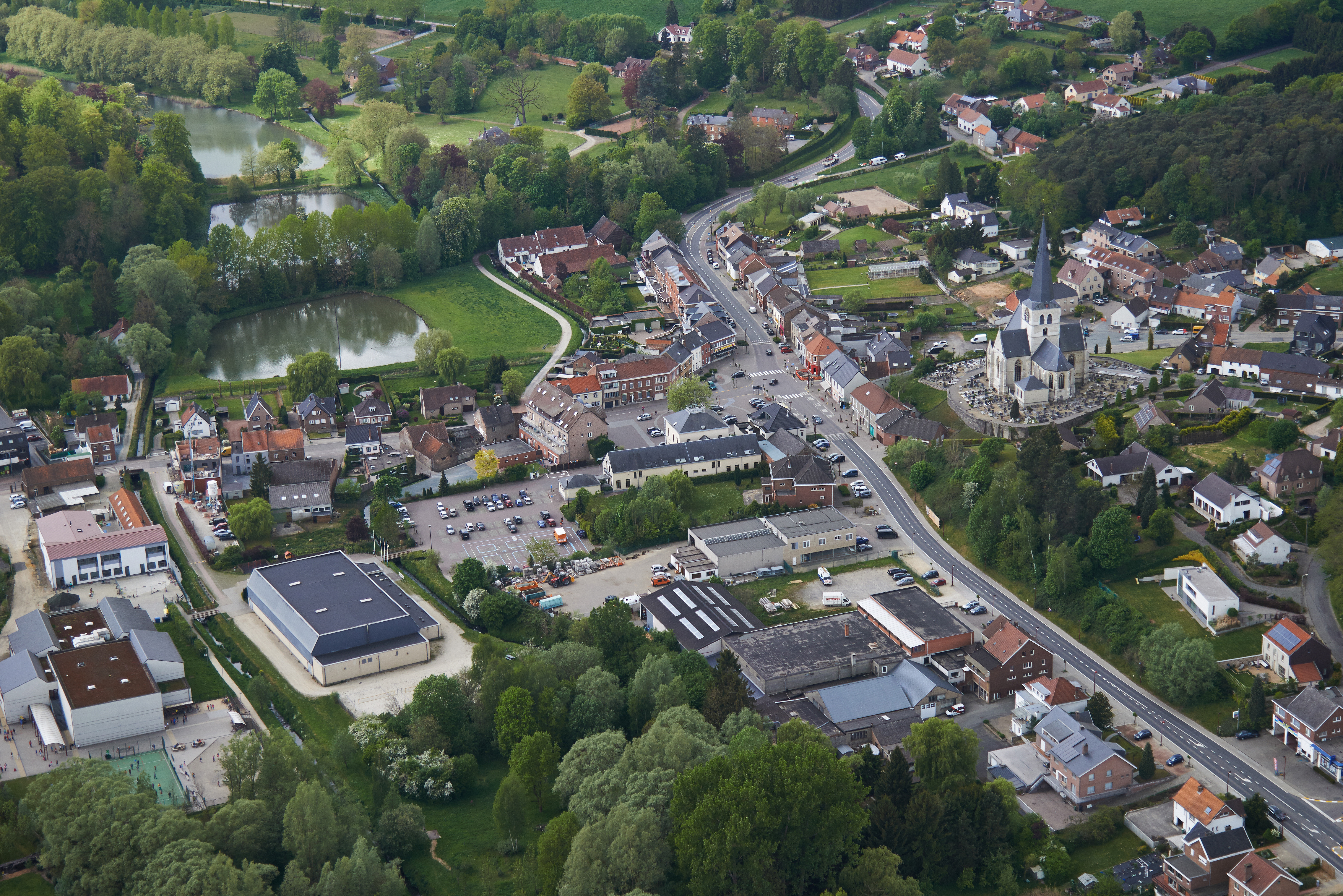
Centre d'Huldenberg.
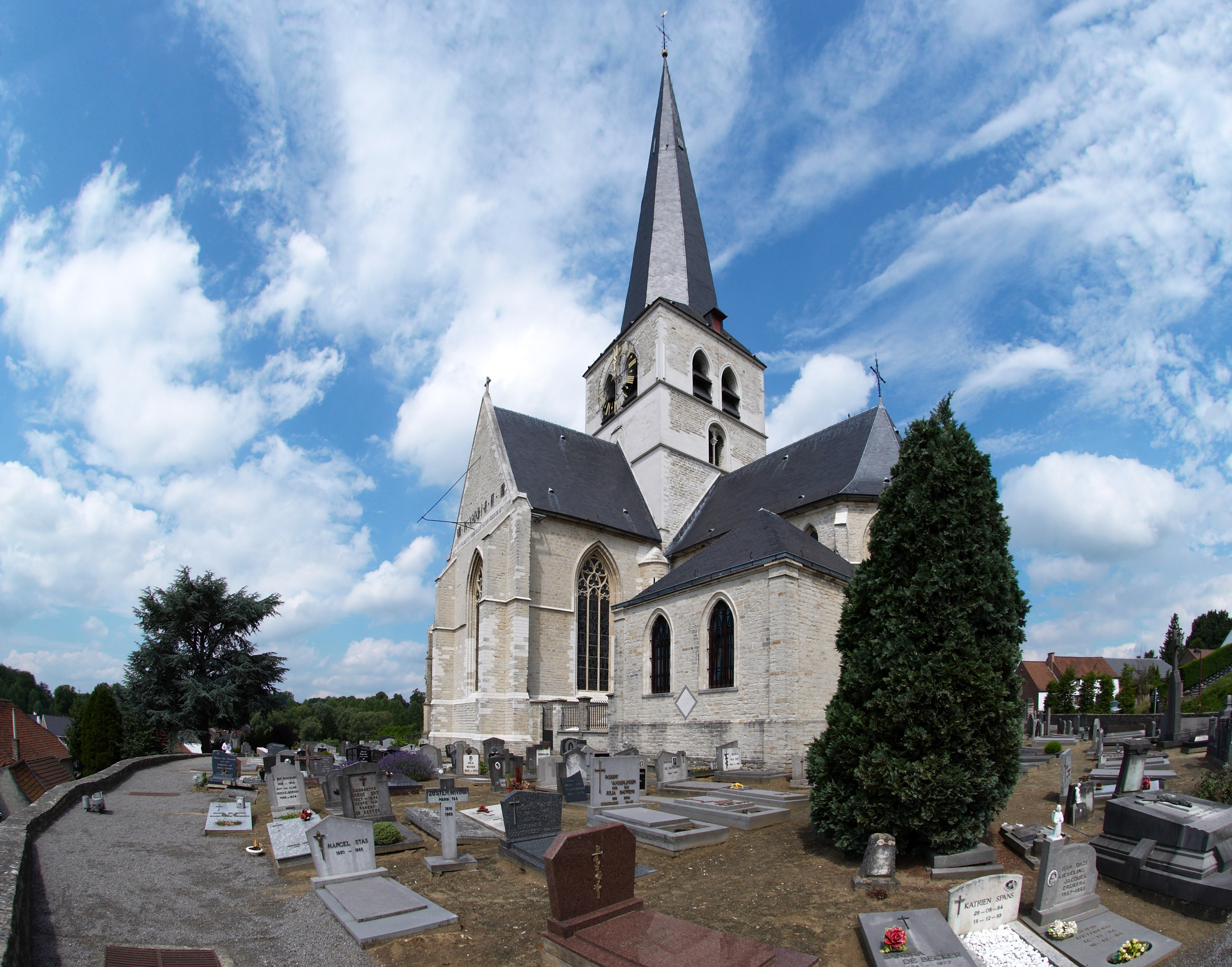
L'église Notre-Dame.
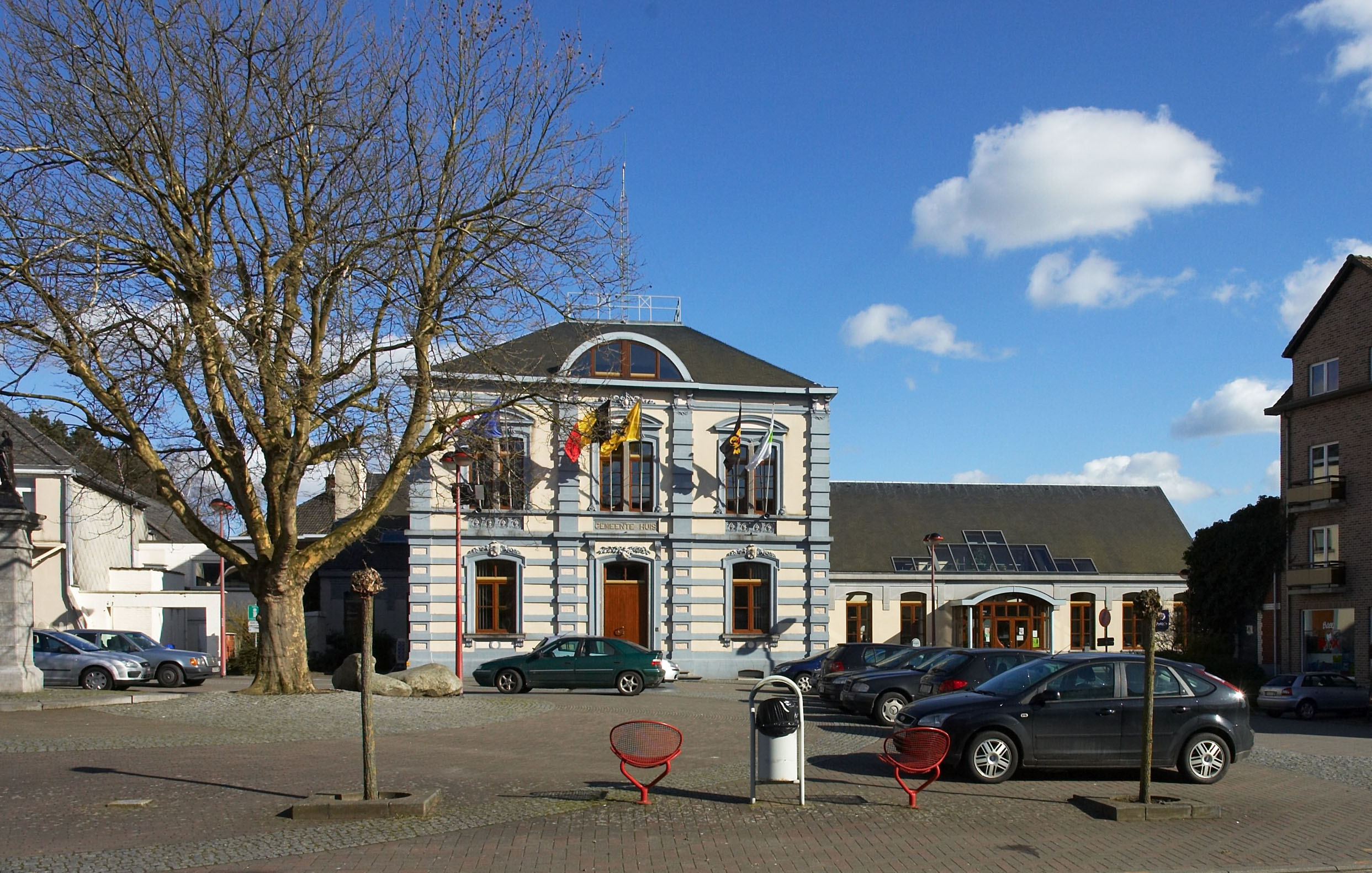
La maison communale.
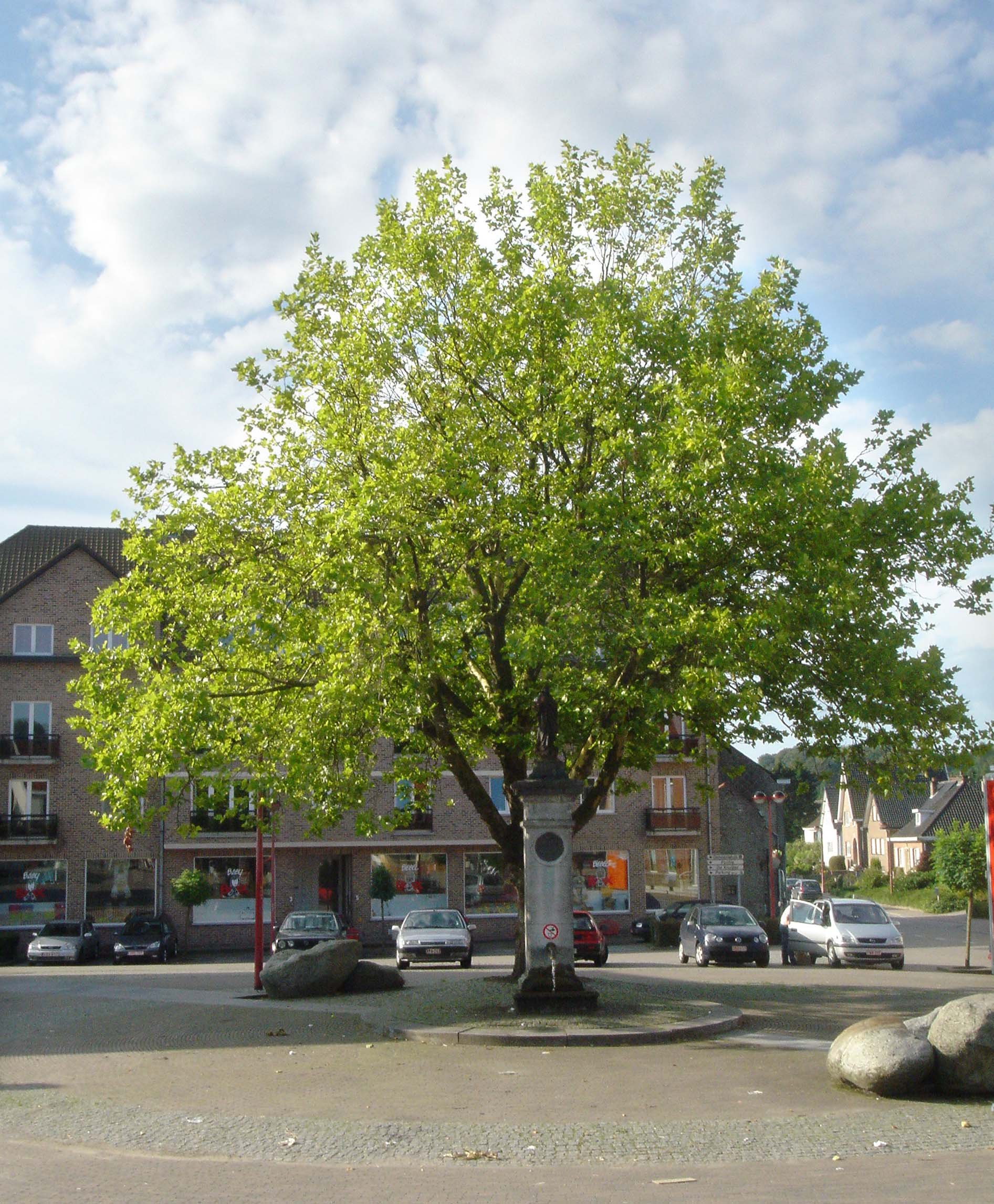
La platane de la liberté et la source datant de 1906.
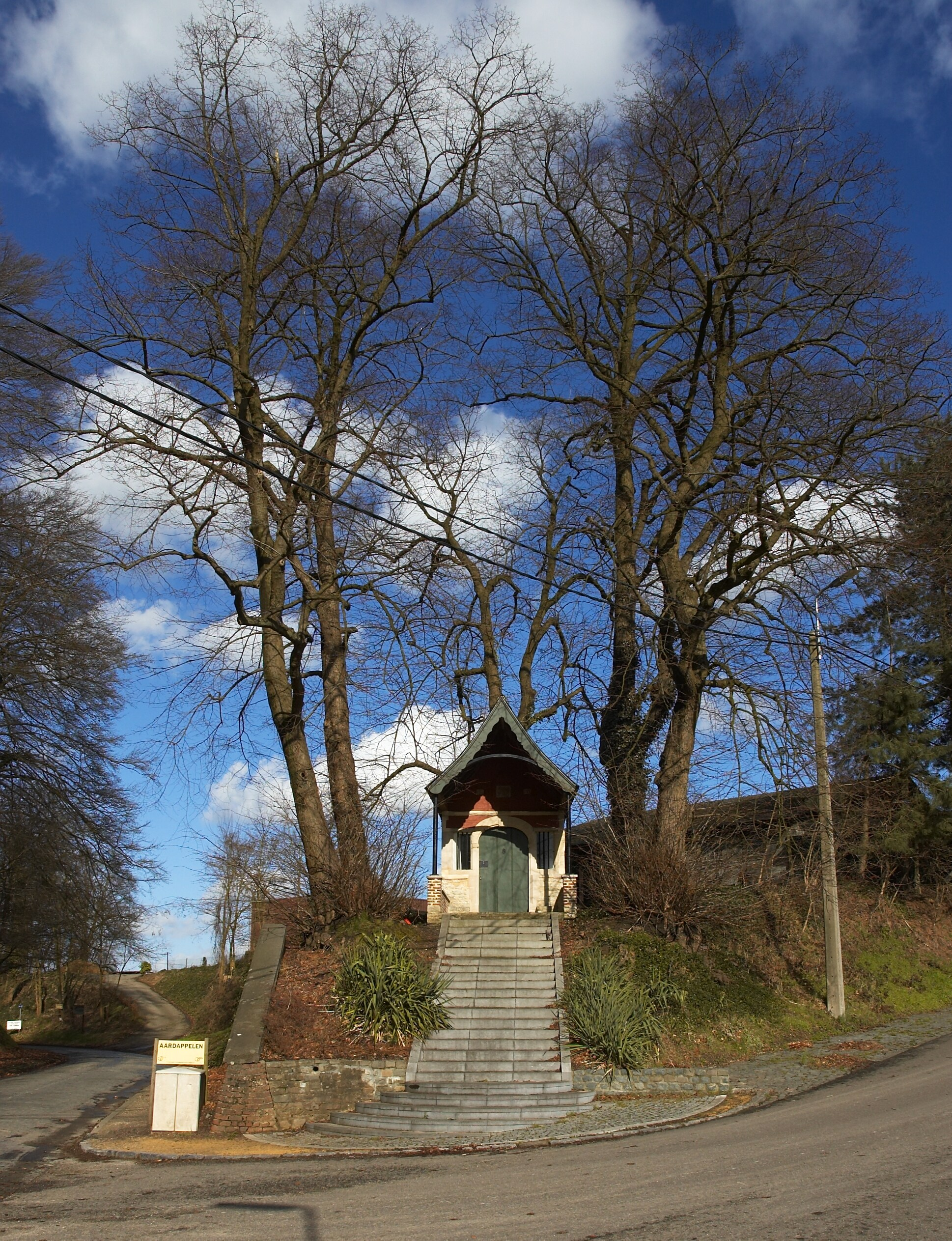
La chapelle Saint Roch, construite en 1727.
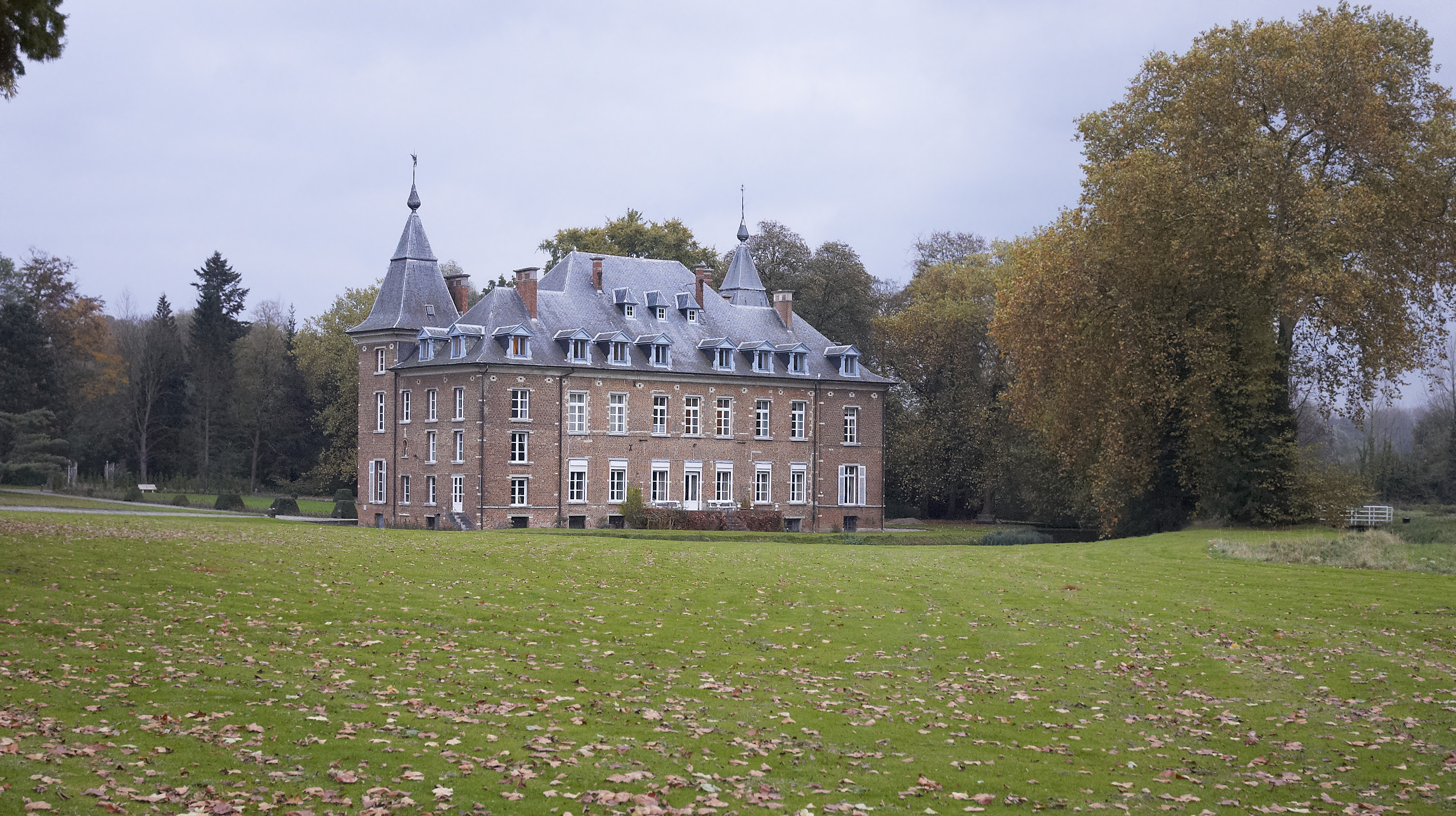
Le château d'Huldenberg, propriété des comtes de Limburg Stirum.

## Héraldique
|  | La commune possède des armoiries qui lui ont été octroyées le 12 mai 1906 et à nouveau le 9 mai 1989. Elles sont inspirées du plus ancien sceau de la ville, datant de 1499. Le lion est le lion des ducs de Brabant, car la propriété faisait partie du Duché de Brabant. Le petit bouclier sur le cou du lion montre les armoiries des seigneurs de Huldenberg de la fin du XIIIe siècle, mentionnées dans l'Armorial de Gelre. Blasonnement : De gueules au lion léopardé d'argent, d'or à trois maillets du champ accroché au coup, soutenu par une champagne de sinople. - Délibération communale : 23 juin 1988 - Arrêté de l'exécutif de la communauté : 9 mai 1989 - Moniteur belge : 8 novembre 1989 Source du blasonnement : Heraldy of the World. |

## Sections de commune
| # | Nom                 | Superf. (km²). | Habitants (2020). | Habitants par km² | Code INS |
| - | ------------------- | -------------- | ----------------- | ----------------- | -------- |
| 1 | Huldenberg          | 11,01          | 3.048             | 277               | 24045A   |
| 2 | Loonbeek            | 4,67           | 1.115             | 239               | 24045B   |
| 3 | Neerijse            | 10,45          | 1.806             | 173               | 24045C   |
| 4 | Ottembourg          | 6,62           | 2.304             | 348               | 24045E   |
| 5 | Rhode-Sainte-Agathe | 7,20           | 1.670             | 232               | 24045D   |

## Démographie

### Démographie: Avant la fusion des communes
- Source: DGS recensements population

### Démographie: Commune fusionnée
Graphe de l'évolution de la population de la commune (la commune d'Huldenberg étant née de la fusion des anciennes communes d'Huldenberg, de Loonbeek, de Neerijse, de Ottenburg et de Rhode-Sainte-Agathe, les données ci-après intègrent les cinq communes dans les données avant 1977).
Les chiffres des années 1831 à 1970 tiennent compte des chiffres des anciennes communes fusionnées.
- Source: DGS , de 1831 à 1981=recensements population; à partir de 1990 = nombre d'habitants chaque 1 janvier[3]

## Site externe
- (nl) Site de la commune